# (38414) 1999 RT213
1999 RT213 (asteroide 38414) é um asteroide da cintura principal. Possui uma excentricidade de 0.08845200 e uma inclinação de 3.42979º.
Este asteroide foi descoberto no dia 13 de setembro de 1999 por Spacewatch em Kitt Peak.